# Giuseppe Russo
Giuseppe Russo (* 12. června 1966 San Giorgio Jonico) je italský římskokatolický duchovní a biskup Altamury-Graviny-Acquaviva delle Fonti.

## Život
Narodil se 12. června 1966 v San Giorgio Jonico.
Vstoupil do Papežského římského většího semináře. Po teologického a filozofickém studiu byl 24. června 1995 vysvěcen na kněze a inkardinován do arcidiecéze Taranto. Poté studoval na Papežské lateránské univerzitě, kde získal licenciát z kanonického práva. Stal se farním vikářem u SS. Angeli Custodi v rodném městě. V arcidiecézi zastával funkci defensora vinculi a promotéra spravedlnosti. Roku 2005 dokončil studium stavebnictví na Univerzitě v Pise.
Dne 30. dubna 2009 mu byl udělen titul Kaplan Jeho Svatosti. Od 21. ledna 2016 působil jako podsekretář Správy majetku Apoštolského stolce. Před jmenováním biskupem sloužil také ve farnosti San Francesco d’Assisi v Martina Franca. Dne 7. prosince 2023 jej papež František jmenoval biskupem Altamury-Graviny-Acquaviva delle Fonti. Biskupské svěcení přijal 21. ledna následujícího roku z rukou arcibiskupa Cira Miniero a spolusvětiteli byli biskup Nunzio Galantino a biskup Domenico Pompili.